# Кистяковский, Василий Фёдорович
Васи́лий Фёдорович Кистяко́вский (1841 — 1902 или 1901) — российский врач; брат известного юриста Александра Кистяковского.

## Биография
В 1867 году закончил Киевский университет, состоял при нём лаборантом химии и прозектором медицинской химии. В 1873 году защитил докторскую диссертацию «Материалы для физиологии пищеварения и усвоения белковых веществ» (Киев, 1873) и был отправлен на два года в командировку за границу. После возвращения несколько лет читал лекции по патологической химии. В 1886—1889 годах заведовал кафедрой медицинской химии Киевского университета. Основные работы посвящены физиологии пищеварения. Кроме статей в «Трудах съездов русских врачей», Кистяковский опубликовал: «Ein Beitrag zur Charakteristik Pancreas Pepton» («Arch. f. ges. Phys.», 1875). С 1887 года — в отставке.